# Ilal, Hungund
Ilal là một làng thuộc tehsil Hungund, huyện Bagalkot, bang Karnataka, Ấn Độ.